# Dashiwo
Dashiwo (chinesisch 大石窝镇, Pinyin Dàshíwō Zhèn) ist eine Großgemeinde des Stadtbezirks Fangshan (房山区) in der regierungsunmittelbaren Stadt Peking, etwa 75 km südwestlich von Peking an der Grenze zur Provinz Hebei. Die Fläche beträgt 90,81 Quadratkilometer und die Einwohnerzahl 31.139 (Stand: Zensus 2010). Der Fangyi-Highway (房易路) S318 (von Fangshan nach Yi) führt durch den Ort.

## Yunju-Kloster
Zu seinen Sehenswürdigkeiten zählen das berühmte denkmalgeschützte buddhistische Yunju-Kloster (雲居寺 / 云居寺,  Yunju si). 

## Marmor
Dashiwo ist bekannt für seinen Marmor. Der berühmte Steinblock mit den neun Drachen hinter der „Halle zur Erhaltung der Harmonie“ (Baohe dian) in der Verbotenen Stadt in Peking stammt beispielsweise aus einem Steinbruch in Dashiwo. (siehe Hauptartikel Fangshan-Marmor)

## Administrative Gliederung
Die Großgemeinde setzt sich aus 24 Dörfern zusammen: 
- Banbidian 半壁店村
- Beishangle 北尚乐村
- Caizhuang 蔡庄村
- Dushu 独树村
- Gaozhuang 高庄村
- Guangrunzhuang 广润庄村
- Houshimen 后石门村
- Huinanzhuang 惠南庄村
- Nanhe 南河村
- Nanshangle 南尚乐村
- Nanxinzhuang 南辛庄村
- Qianhoumen 前石门村
- Sanfen 三岔村
- Shiwo 石窝村
- Shuitou 水头村
- Tazhao 塔照村
- Tudi 土堤村
- Wangjiamo 王家磨村
- Xiatan 下滩村
- Xiaying 下营村
- Xiazhuang 下庄村
- Yanshang 岩上村
- Zhengjiamo 郑家磨村
- Zhenjiangying 镇江营村